# Báthory Boldizsár

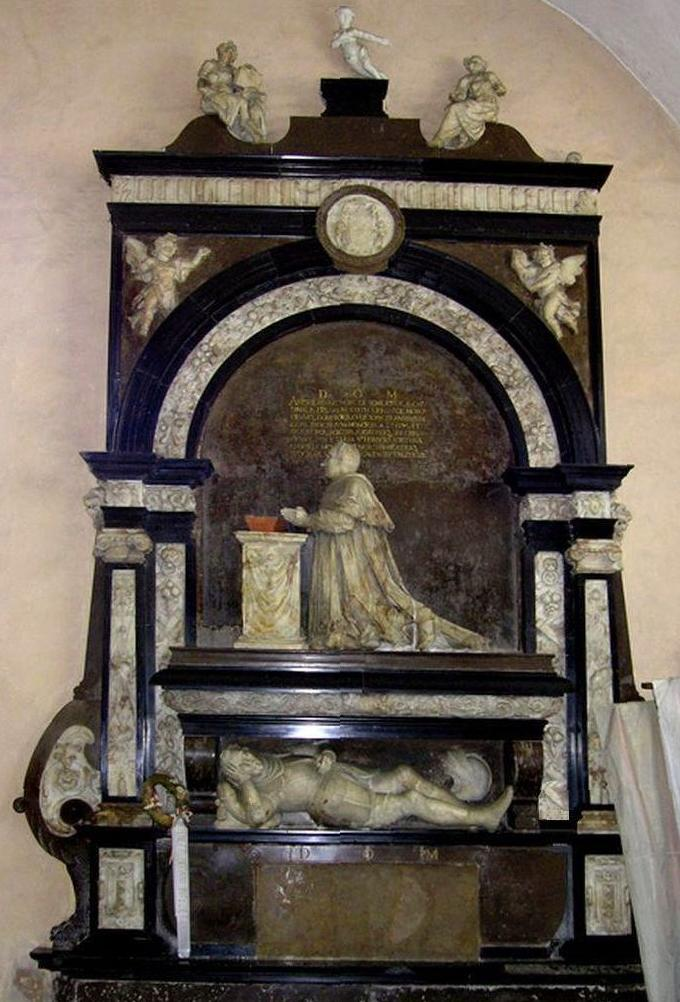
Báthory Boldizsár és András
sírja

Somlyói Báthory Boldizsár (1555 – Szamosújvár, 1594. szeptember 11.) a Habsburg-ellenes erdélyi párt egyik vezére. Báthory István erdélyi fejedelem és lengyel király unokaöccse.

## Élete
A somlyói Báthory család sarja. Apja, somlyói Báthory András (†1563), szatmári kapitány, anyja, szunyogszeghi Majláth Margit volt. Anyai nagyszülei szunyogszeghi Majláth István (1502-1550), Erdély vajdája, és nádasdi Nádasdy Anna voltak.
Akárcsak testvére, Báthory András, ő is a lengyel királyi udvarban nevelkedett. 1588-ban Erdélybe ment és unokatestvére, Báthory Zsigmond fejedelem tanácsosa lett. Később fokozatosan a felesége, Kendy Zsuzsanna apja, Kendi Sándor által vezetett ellenzékhez csatlakozott, amely ellenezte a török megtámadását.
Amikor az ellentétek 1594 májusában az országgyűlésen kirobbantak, Zsigmond Báthory Boldizsárra ruházta a kormányzást. Augusztusban Zsigmond a hatalmat visszavette, s az ellenzéki urakat, köztük Báthory Boldizsárt elfogatta s szamosújvári börtönében megfojttatta. A Lugossy-kódexben csonkán fennmaradt egy verse, amelyet rabságában szerzett.